# Johan Nicolai Madvig
Johan Nicolai Madvig (født 7. august 1804 i Svaneke, død 12. december 1886 i København) var en dansk klassisk filolog og politiker.
Madvig, hvis far var byskriver i Svaneke, voksede op i små kår. Efter en noget mangelfuld elementærundervisning blev Madvig 1817, et år efter faderens død, ved privat understøttelse af blandt andet etatsrådinde Kofoed sat i stand til at studere. Fra Frederiksborg latinskole, hvis rektor Bendt Bendtsen vakte hans interesse for de klassiske sprog, dimitteredes han 1820 til Københavns Universitet med udmærkelse. 1821 tog han ligeledes med udmærkelse Anden Eksamen; samme år fik han accessit for en besvarelse af universitetets prisopgave.
Under vejledning af F.C. Petersen, men med stor selvstændighed, kastede han sig over studiet af klassisk filologi; allerede 1825 tog han filologisk eksamen med udmærkelse og disputerede 1826 for magistergraden med værket Emendationes in Ciceronis libros de legibus et Academica (Tekstforbedringer til Ciceros bøger "Om lovene" og "Academica").
Umiddelbart derefter blev han ansat som vikar for professor Børge Riisbrigh Thorlacius, der rejste udenlands; Han udgav en række tekstrettelser til to af Ciceros taler mod Verres (Epistula critica ad Orellium, 1828), hvori han viser fuldkomment herredømme over den tekstkritiske metode. Senere i 1828 tog han doktorgraden med en afhandling om Ciceros kommentator Asconius, i hvilken han påviste behovet for en sondring mellem Asconius, en filolog på Neros tid, og en langt senere kommentar, der med urette var tilskrevet Asconius.
I 1830-1832 gennemgik Madvig en personlig livskrise, der førte ham til at overveje værdien af den klassiske dannelse.
Det fik ham sat i gang med dybe overvejelser over dannelse som begreb og livsmål, der udmøntede sig i både tekster om dannelse og et livslangt virke i det lærde skolevæsen. Hans dannelsestanker var et forsøg på at forene den klassiske historiske dannelse med den moderne, både sproglige, nationale og naturvidenskabelige dannelse.
Madvig var rektor for Københavns Universitet i én toårig og fire etårige perioder i årene 1855 til 1879.
I 1884 og 1885 dikterede han sine erindringer, der blev udgivet posthumt i 1887 med titlen Livserindringer.

## Politisk virksomhed
Madvig var medlem af Den Grundlovgivende Rigsforsamling valgt i Bornholms Amts 2. distrikt (Aakirkeby). Han var medlem af Folketinget valgt i Frederiksborg Amts 4. valgkreds (Frederiksværkkredsen) fra 4. december 1849 til 27. maj 1853. Han var medlem af Landstinget valgt i 1. kreds fra 3. juni 1853 til 28 august 1854 og fra 12. juli 1855 til 1. oktober 1874.
Han var Folketingets formand 1852-1853, og næstformand i Landstinget 1858-1863, 1866-1869 og 1870-1874.
Han blev valgt til Rigsrådet i 1856 og var dets præsident til 1863. Han var medlem af Rigsrådets Folketing fra 1864.
Han stod som kultusminister bag skoleloven af 1850 for det lærde skolevæsen, der som den første lov havde den almene dannelse øverst i sin formålsparagraf.

## Hæderstitler
Madvig blev ridder af Dannebrog i 1840, kommandør af Dannebrog i 1850, etatsråd i 1852, konferensråd i 1856, fik storkors af Dannebrog i 1859, blev Dannebrogsmand i 1871, ridder af Elefantordenen og dr.juris h.c. i 1879 og gehejmekonferensråd i 1881. Madvigs Allé på Frederiksberg er opkaldt efter ham.